# تاك درخت (غودرزي)
تاك درخت (بالفارسية: تاک‌درخت) هي مستوطنة تقع في إيران في قسم غودرزي الريفي. يقدر عدد سكانها بـ 22 نسمة .